# David Alfaro Siqueiros
David Alfaro Siqueiros, född 29 december 1896 i Camargo i Chihuahua, död 6 januari 1974 i Cuernavaca i Morelos, var en mexikansk målare och en av de främsta företrädarna för den mexikanska muralismen.

## Biografi
Siqueiros var tillsammans med Diego Rivera och José Clemente Orozco en av de stora, moderna muralmålarna i Mexiko. Han stred i den mexikanska revolutionsarmén, var medlem i Mexikanska kommunistpartiet, PCM, och hans politiska och fackliga aktiviteter ledde till upprepade fängelsevistelser och exil; hans mycket stora målningar är fulla av energi och våldsamhet och återspeglar hans upproriska ande, till exempel Blommor (1962). Siqueiros konstnärskap präglas av ett starkt socialt patos.
I Europa (1919) formulerade han och Rivera principerna för en folkkonst med utgångspunkt i den förcolumbianska traditionen. Från 1922 målade Siqueiros ett stort antal väldiga, oroliga, tätt befolkade fresker, till exempel Den mexikanska revolutionen. Han använde sig av flera olika tekniker och stilar utvecklade ur surrealismen.

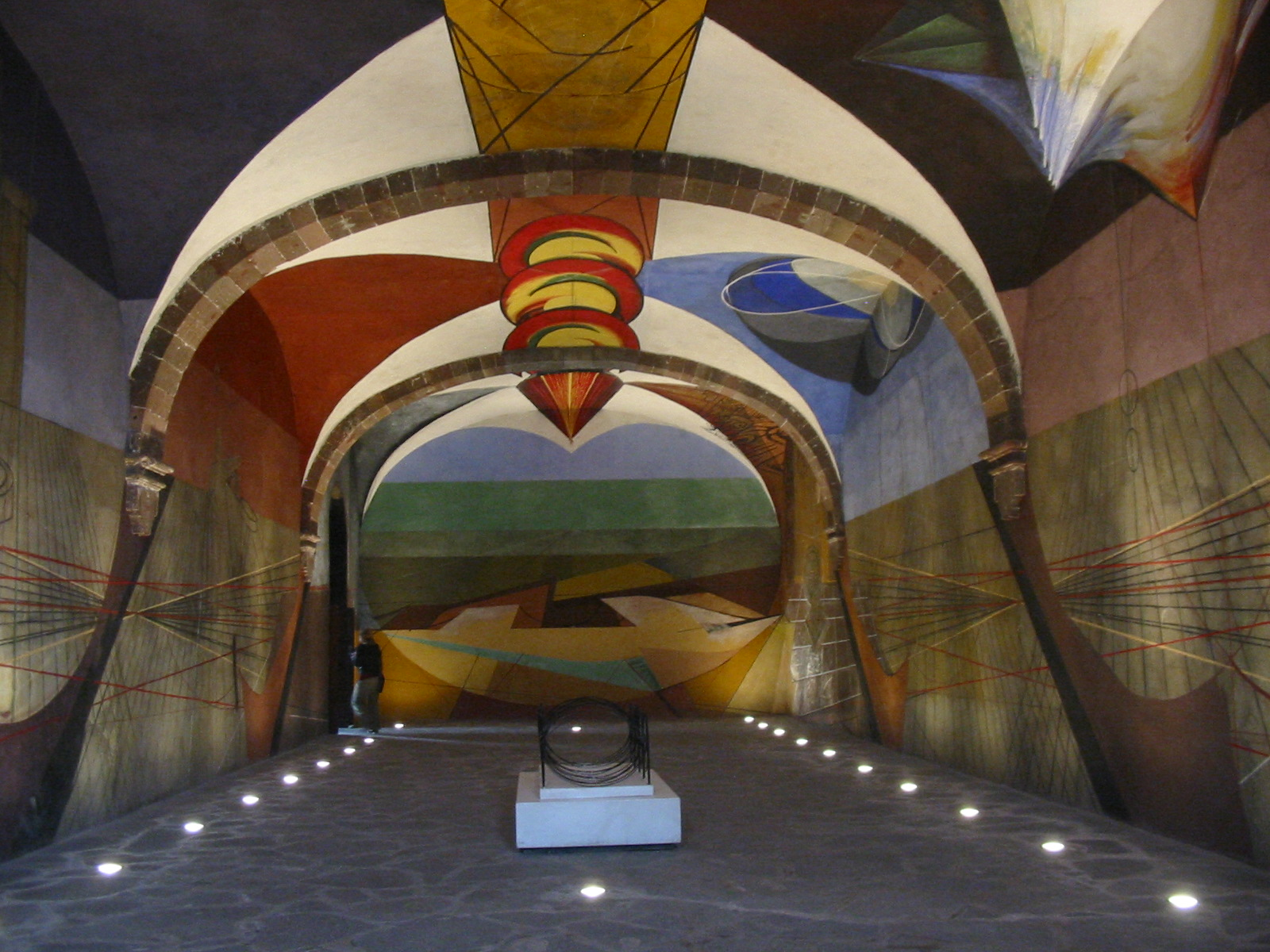
Ofärdig muralmålning av David Alfaro Siqueiros, utförd 1940-tal i Escuela de Bellas Artes, ett kulturellt centrum i San Miguel de Allende, Mexiko.

## Verk i urval
- Proletarian Mother, 1929, Museum of Modern Art, Mexiko
- Zapata, litografi, 1930, Tehran Museum of Contemporary Art
- Zapata oljemålning, 1931, Hirshhorn Museum and Sculpture Garden, Smithsonian, Washington, D.C.
- War, 1939, Philadelphia Museum of Art
- Jose Clemente Orozco, 1947, Carillo Gil Museum, Mexico City
- Cain in the United States, 1947, Carillo Gil Museum, Mexico City
- For Complete Social Security of All Mexicans, 1953-36, Hospital de La Raza, Mexico City
- Mänsklighetens marsch, 1972, muralmålning hos Polyforum Cultural Siqueiros, Mexico City, som har ansetts som hans viktigaste verk.[4]